# Valérie Maurice
Pour les articles homonymes, voir Maurice.
 (octobre 2014).
Si vous disposez d'ouvrages ou d'articles de référence ou si vous connaissez des sites web de qualité traitant du thème abordé ici, merci de compléter l'article en donnant les références utiles à sa vérifiabilité et en les liant à la section « Notes et références ».
Valérie Maurice, née le 7 octobre 1964 à Petit-Quevilly (Seine-Maritime), est une comédienne et présentatrice française.

## Biographie
Valérie Maurice a travaillé pour la chaîne de télévision française Antenne 2 comme speakerine, de 1985 à 1992. Elle a participé également à l'émission jeunesse Récré A2 le temps d'une saison.
En 1990, elle est la porte-parole du jury français lors du vote final du Concours Eurovision de la chanson retransmis sur Antenne 2.
Sur la même chaine, elle a coanimé Noël Surprise avec Olivier Minne en 1991.
Elle présente les épreuves sportives de l'émission La nuit des héros du 19 septembre 1992 au 26 décembre 1992 sur France 2.
Elle a été chroniqueuse dans les émissions matinales telles que Matin Bonheur et  C'est au programme sur France 2.
Pendant plus de 20 ans, de 1993 à fin mars 2016, elle présente le Point route sur France 2, bulletin d'informations en direct sur la circulation routière.
Durant l'été 2011, elle participe à l'émission Partez tranquilles France 2 s'occupe de tout, émission dans laquelle elle devient soigneuse animalière, pendant quelques jours, au zoo des Sables d'Olonne.
Comédienne de théâtre, elle joue dans des pièces de William Shakespeare ou de Georges Feydeau, entre autres. Lorsque France 2 lui demande de présenter le Point Route, elle accepte, mais sans pour autant délaisser le théâtre. En 2006, avec d'autres animateurs de France 2, elle joue dans la pièce de théâtre Un fil à la patte de Feydeau et, en 2015, dans L'Hôtel du libre échange du même auteur.
De septembre à novembre 2014, Valérie Maurice remplace Tom Dingler en tant que voix in dans le jeu Motus présenté par Thierry Beccaro.
À partir du 18 janvier 2016, elle présente la météo sur France 2. Sa nomination suscite des tensions au sein de la rédaction, tant et si bien qu'elle finit par renoncer à cette présentation au bout d'un mois de présence, retournant à la présentation du Point route, finalement maintenu à l'antenne.
Son Point Route est finalement supprimé à la fin du mois de mars 2016, elle rejoint de nouveau le service météo de France 2 quelques jours plus tard. Depuis le 29 août 2016, elle présente plus particulièrement les éditions de la météo de Télématin en alternance avec Nathalie Rihouet.
Depuis le 5 septembre 2016 et le lancement de la chaîne d'information France Info, les éditions de la météo de Télématin étant regroupées avec celles de la tranche info 6 h-9 h 30 puis depuis mi-mars 2017 6 h 30-9 h 30, Valérie Maurice présente donc également, et toujours en alternance avec Nathalie Rihouet, les éditions météo de la chaîne France Info.
Depuis septembre 2016, elle présente également les bulletins météo en journée et en soirée, en semaine comme le weekend, en alternance avec Anaïs Baydemir et Chloé Nabédian.

### Vie privée
Valérie Maurice est la tante du pilote de Formule 1, Pierre Gasly, du côté maternel.